# Charles Debeur
Charles Debeur (né le 24 mars 1906 à Ixelles, mort en 1981 dans la même ville) est un escrimeur olympique belge maniant l'épée et le fleuret.

## Carrière
Il participe aux Jeux olympiques de 1928, 1936 et 1948. Il est le porte-drapeau de la délégation belge aux Jeux de 1952. Il fonde la Maison de l'Escrime en novembre 1961.[réf. nécessaire]
Il est membre du comité de la fédération internationale d'escrime puis délégué technique pour la FIE aux Jeux olympiques de 1980. Il est également récipiendaire de la médaille de bronze de l'ordre olympique (1975).
Il est à l'origine du Challenge International Martini dédié au sabre.
Son fils, Jacques Debeur, est également un escrimeur.

## Palmarès
- Championnats internationaux
- Médaille d'argent par équipes (fleuret) au championnat international 1929
- Médaille d'or par équipes (épée) au championnat international 1930